# Copa DIGEDER 1988
La Copa Chile DIGEDER 1988 fue la 18.ª versión del clásico torneo de copa entre clubes de Chile, dirigido por la Asociación Central de Fútbol, se disputó como un campeonato de apertura al torneo nacional con la participación conjunta de los 40 clubes de la Primera y Segunda División (actual Primera B) chilena de ese año.
La primera fase se juega todos contra todos, en un formato consistente en cuatro grupos, conformados con diez equipos cada uno, 4 integrantes de Primera y 6 integrantes de Segunda división. El sistema de puntuación establecido para este torneo le asigna tres puntos al ganador y cero al perdedor. En caso de empate se define un ganador mediante lanzamientos penales, en series de cinco disparos, el equipo que gane en la definición obtiene dos puntos y el perdedor un punto.
Los equipos que terminen primero y segundo de cada grupo clasifican a la segunda fase. En la segunda etapa, cuartos de final, los clasificados conforman cuatro parejas que juegan su clasificación a semifinal en partidos de ida y vuelta. De la misma forma lo harán los cuatro semifinalistas.
La final se jugará en un único partido en una cancha neutral y su ganador, junto con clasificarse campeón obtiene el derecho para participar en la Liguilla Pre-Libertadores 1989.
El torneo finalizó el 6 de julio de 1988, coronándose campeón Colo-Colo, que ganó a Unión Española 1-0 en el tiempo suplementario del partido definitorio, siendo este el inicio del histórico tricampeonato del equipo albo.

## Primera fase
Pos = Posición; PJ = Partidos jugados; PG = Partidos ganados; PE = Partidos empatados; PP = Partidos perdidos; GF = Goles a favor; GC = Goles en contra; Dif = Diferencia de gol; PEG = Partido empatado ganado; Pts = Puntos

### Grupo 1
| Pos | Equipo               | PJ | PG | PE | PP | GF | GC | Dif | PEG | Pts |
| --- | -------------------- | -- | -- | -- | -- | -- | -- | --- | --- | --- |
| 1   | Universidad de Chile | 18 | 12 | 2  | 4  | 46 | 16 | 30  | 2   | 40  |
| 2   | Colo Colo            | 18 | 12 | 3  | 3  | 43 | 21 | 22  | 1   | 40  |
| 3   | Palestino            | 18 | 8  | 5  | 5  | 32 | 20 | 12  | 3   | 32  |
| 4   | Everton              | 18 | 8  | 5  | 5  | 30 | 24 | 6   | 1   | 30  |
| 5   | Santiago Wanderers   | 18 | 8  | 3  | 7  | 25 | 27 | -2  | 1   | 28  |
| 6   | Cobreandino          | 18 | 5  | 5  | 8  | 28 | 34 | -6  | 2   | 22  |
| 7   | Audax Italiano       | 18 | 5  | 4  | 9  | 18 | 32 | -14 | 2   | 21  |
| 8   | Unión La Calera      | 18 | 5  | 3  | 10 | 12 | 34 | -22 | 2   | 20  |
| 9   | Magallanes           | 18 | 4  | 4  | 10 | 19 | 35 | -16 | 3   | 19  |
| 10  | San Luis             | 18 | 4  | 4  | 10 | 18 | 28 | -10 | 2   | 18  |

### Grupo 2
| Pos | Equipo               | PJ | PG | PE | PP | GF | GC | Dif | PEG | Pts |
| --- | -------------------- | -- | -- | -- | -- | -- | -- | --- | --- | --- |
| 1   | Cobresal             | 18 | 12 | 3  | 3  | 45 | 18 | 27  | 1   | 40  |
| 2   | Deportes Iquique     | 18 | 8  | 7  | 3  | 33 | 19 | 14  | 6   | 37  |
| 3   | Regional Atacama     | 18 | 8  | 7  | 3  | 37 | 25 | 12  | 4   | 35  |
| 4   | Deportes Arica       | 18 | 8  | 5  | 5  | 19 | 16 | 3   | 2   | 31  |
| 5   | Deportes La Serena   | 18 | 5  | 9  | 4  | 17 | 21 | -4  | 3   | 27  |
| 6   | Deportes Antofagasta | 18 | 5  | 4  | 9  | 18 | 28 | -10 | 2   | 21  |
| 7   | Cobreloa             | 18 | 4  | 6  | 8  | 23 | 19 | 4   | 2   | 20  |
| 8   | Deportes Ovalle      | 18 | 5  | 3  | 10 | 17 | 29 | -12 | 2   | 20  |
| 9   | Coquimbo Unido       | 18 | 3  | 8  | 7  | 17 | 34 | -17 | 3   | 20  |
| 10  | Unión San Felipe     | 18 | 2  | 8  | 8  | 17 | 34 | -17 | 5   | 19  |

### Grupo 3
| Pos | Equipo               | PJ | PG | PE | PP | GF | GC | Dif | PEG | Pts |
| --- | -------------------- | -- | -- | -- | -- | -- | -- | --- | --- | --- |
| 1   | Unión Española       | 18 | 11 | 6  | 1  | 34 | 20 | 14  | 2   | 41  |
| 2   | Universidad Católica | 18 | 12 | 3  | 3  | 39 | 19 | 20  | 1   | 40  |
| 3   | O'Higgins            | 18 | 9  | 3  | 6  | 35 | 23 | 12  | 3   | 33  |
| 4   | Deportes Linares     | 18 | 5  | 7  | 6  | 24 | 35 | -11 | 6   | 28  |
| 5   | Rangers              | 18 | 6  | 5  | 7  | 26 | 26 | 0   | 3   | 26  |
| 6   | Deportes Valdivia    | 18 | 6  | 5  | 7  | 21 | 21 | 0   | 3   | 26  |
| 7   | Ñublense             | 18 | 7  | 3  | 8  | 19 | 21 | -2  | 0   | 24  |
| 8   | General Velásquez    | 18 | 4  | 6  | 8  | 16 | 28 | -12 | 1   | 19  |
| 9   | Curicó Unido         | 18 | 3  | 5  | 10 | 21 | 30 | -9  | 3   | 17  |
| 10  | Deportes Colchagua   | 18 | 3  | 5  | 10 | 15 | 27 | -12 | 2   | 16  |

### Grupo 4
| Pos | Equipo                | PJ | PG | PE | PP | GF | GC | Dif | PEG | Pts |
| --- | --------------------- | -- | -- | -- | -- | -- | -- | --- | --- | --- |
| 1   | Huachipato            | 18 | 7  | 9  | 2  | 24 | 11 | 13  | 6   | 36  |
| 2   | Fernández Vial        | 18 | 9  | 6  | 3  | 30 | 16 | 14  | 1   | 34  |
| 3   | Deportes Temuco       | 18 | 8  | 5  | 5  | 21 | 20 | 1   | 4   | 33  |
| 4   | Iberia Bío Bío        | 18 | 6  | 10 | 2  | 26 | 24 | 2   | 4   | 32  |
| 5   | Deportes Osorno       | 18 | 6  | 8  | 4  | 21 | 20 | 1   | 4   | 30  |
| 6   | Lota Schwager         | 18 | 7  | 6  | 5  | 23 | 17 | 6   | 2   | 29  |
| 7   | Deportes Concepción   | 18 | 6  | 4  | 8  | 28 | 24 | 4   | 3   | 25  |
| 8   | Naval                 | 18 | 5  | 4  | 9  | 19 | 28 | -9  | 0   | 19  |
| 9   | Deportes Puerto Montt | 18 | 3  | 5  | 10 | 18 | 28 | -10 | 4   | 18  |
| 10  | Malleco Unido         | 18 | 1  | 7  | 10 | 9  | 31 | -22 | 4   | 14  |

|  | Clasificados a cuartos de final. |

## Fase Final

### Cuartos de final
| 22 de junio de 1988, | Cobresal               | 2:1 | Colo-Colo         | Estadio El Cobre, El Salvador                             |                                                           |
|                      | Iván Zamorano 38', 70' |     | Jaime Pizarro 86' | Asistencia: 8.052 espectadores Árbitro(s): Sergio Vásquez | Asistencia: 8.052 espectadores Árbitro(s): Sergio Vásquez |

| 26 de junio de 1988, | Colo-Colo                                                              | 5:0 (Global 6:2) | Cobresal | Estadio Nacional, Santiago                                      |                                                                 |
|                      | Ricardo Dabrowski 14' · Arturo Jauregui 62', 82' · Hugo Rubio 65', 89' |                  |          | Asistencia: 11.869 espectadores Árbitro(s): Salvador Imperatore | Asistencia: 11.869 espectadores Árbitro(s): Salvador Imperatore |

| 23 de junio de 1988, | Huachipato      | 1:2 | Universidad Católica             | Estadio Las Higueras, Talcahuano                          |                                                           |
|                      | Nelson Soto 90' |     | Carlos Soto 19' · Luis Pérez 52' | Asistencia: 4.412 espectadores Árbitro(s): Jorge Massardo | Asistencia: 4.412 espectadores Árbitro(s): Jorge Massardo |

| 26 de junio de 1988, | Universidad Católica              | 2:0 (Global 4:1) | Huachipato | Estadio Santa Laura, Santiago                             |                                                           |
|                      | Luis Pérez 56' · Fabián Estay 62' |                  |            | Asistencia: 8.505 espectadores Árbitro(s): Sergio Vásquez | Asistencia: 8.505 espectadores Árbitro(s): Sergio Vásquez |

| 23 de junio de 1988, | Universidad de Chile   | 1:2 | Deportes Iquique                             | Estadio Nacional, Santiago                                      |                                                                 |
|                      | Lionel Vega 27' (a.g.) |     | Guillermo Carreño 12' · Dagoberto Donoso 74' | Asistencia: 12.659 espectadores Árbitro(s): Salvadro Imperatore | Asistencia: 12.659 espectadores Árbitro(s): Salvadro Imperatore |

| 26 de junio de 1988, | Deportes Iquique  | 1:0 (Global 3:1) | Universidad de Chile | Estadio Municipal, Iquique                                |                                                           |
|                      | Juan José Oré 46' |                  |                      | Asistencia: 11.390 espectadores Árbitro(s): Enrique Marín | Asistencia: 11.390 espectadores Árbitro(s): Enrique Marín |

| 23 de junio de 1988, | Unión Española      | 1:0 | Fernández Vial | Estadio Nacional, Santiago                                |                                                           |
|                      | Héctor Francino 75' |     |                | Asistencia: 12.659 espectadores Árbitro(s): Enrique Marín | Asistencia: 12.659 espectadores Árbitro(s): Enrique Marín |

| 26 de junio de 1988                                                                            | Fernández Vial      | 1:0 (3:5 p.)(Global 1:1) | Unión Española | Estadio Municipal, Concepción                           |                                                         |
|                                                                                                | Alonso Martínez 61' |                          |                | Asistencia: 9.250 espectadores Árbitro(s): Víctor Ojeda | Asistencia: 9.250 espectadores Árbitro(s): Víctor Ojeda |
| Unión Española clasifica a Semifinal, al vencer en la definición con lanzamientos penales: 5-3 |                     |                          |                |                                                         |                                                         |

### Semifinal
| 29 de junio de 1988, | Universidad Católica | 1:1 | Colo-Colo         | Estadio Nacional, Santiago                                |                                                           |
| | Rubén Espinoza 28'   |     | Hugo González 61' | Asistencia: 55.979 espectadores Árbitro(s): Enrique Marín | Asistencia: 55.979 espectadores Árbitro(s): Enrique Marín |
| Definición a Penales: Universidad Católica 4-2. De acuerdo a las bases del torneo, Universidad Católica, obtiene un punto extra. |                      |     |                   |                                                           |                                                           |

| 3 de julio de 1988, | Colo-Colo         | 1:0 (Global 2:1) | Universidad Católica | Estadio Nacional, Santiago                               |                                                          |
|                     | Hugo González 35' |                  |                      | Asistencia: 47.641 espectadores Árbitro(s): Víctor Ojeda | Asistencia: 47.641 espectadores Árbitro(s): Víctor Ojeda |

| 29 de junio de 1988, | Unión Española                          | 2:1 | Deportes Iquique  | Estadio Nacional, Santiago                                 |                                                            |
|                      | Juan Rojas 57' · Horacio Matuszyczk 80' |     | Juan José Oré 70' | Asistencia: 55.979 espectadores Árbitro(s): Jorge Massardo | Asistencia: 55.979 espectadores Árbitro(s): Jorge Massardo |

| 3 de julio de 1988, | Deportes Iquique | 0:1 (Global 3:1) | Unión Española         | Estadio Municipal, Iquique                                |                                                           |
|                     |                  |                  | Horacio Matuszyczk 60' | Asistencia: 11.684 espectadores Árbitro(s): Gastón Castro | Asistencia: 11.684 espectadores Árbitro(s): Gastón Castro |

### Final
| 6 de julio de 1988 | Colo-Colo          | 1:0     | Unión Española | Estadio Nacional, Santiago                                      |                                                                 |
|                    | Juan Gutiérrez 97' | Reporte |                | Asistencia: 38.118 espectadores Árbitro(s): Salvador Imperatore | Asistencia: 38.118 espectadores Árbitro(s): Salvador Imperatore |

|       | POR   | Daniel Morón        |      |
|       | DEF   | Lizardo Garrido     |      |
|       | DEF   | Hugo González       |      |
|       | DEF   | Williams Alarcón    |      |
|       | DEF   | Luis Hormazábal     | 104' |
|       | MED   | Jaime Pizarro       |      |
|       | MED   | Raúl Ormeño         |      |
|       | MED   | Miguel Vargas       | 61'  |
|       | DEL   | Leonardo Montenegro |      |
|       | DEL   | Hugo Rubio          |      |
|       | DEL   | Ricardo Dabrowski   |      |
| D. T. | D. T. | Arturo Salah        |      |

|       | POR   | Ronald Yávar      |     |
|       | DEF   | Víctor Cornejo    |     |
|       | DEF   | Carlos Díaz       |     |
|       | DEF   | José Cabrera      |     |
|       | DEF   | Carlos Rojas      |     |
|       | MED   | Bernardo Pavez    |     |
|       | MED   | David Elgueda     |     |
|       | MED   | Naín Rostión      | 78' |
|       | DEL   | Juan Rojas        |     |
|       | DEL   | Cristián Saavedra | 82' |
|       | DEL   | Héctor Francino   |     |
| D. T. | D. T. | Héctor Pinto      |     |

|  | MED | Juan Gutiérrez | 61'  |
|  | DEF | Hugo Bello     | 104' |

|  | DEF | Jaime Ramírez     | 78' |
|  | DEL | Horacio Matuszyck | 82' |

| 97' | Juan Gutiérrez |  |

| Principal | Salvador Imperatore |

|       | POR   | Daniel Morón        |      |
|       | DEF   | Lizardo Garrido     |      |
|       | DEF   | Hugo González       |      |
|       | DEF   | Williams Alarcón    |      |
|       | DEF   | Luis Hormazábal     | 104' |
|       | MED   | Jaime Pizarro       |      |
|       | MED   | Raúl Ormeño         |      |
|       | MED   | Miguel Vargas       | 61'  |
|       | DEL   | Leonardo Montenegro |      |
|       | DEL   | Hugo Rubio          |      |
|       | DEL   | Ricardo Dabrowski   |      |
| D. T. | D. T. | Arturo Salah        |      |

|       | POR   | Ronald Yávar      |     |
|       | DEF   | Víctor Cornejo    |     |
|       | DEF   | Carlos Díaz       |     |
|       | DEF   | José Cabrera      |     |
|       | DEF   | Carlos Rojas      |     |
|       | MED   | Bernardo Pavez    |     |
|       | MED   | David Elgueda     |     |
|       | MED   | Naín Rostión      | 78' |
|       | DEL   | Juan Rojas        |     |
|       | DEL   | Cristián Saavedra | 82' |
|       | DEL   | Héctor Francino   |     |
| D. T. | D. T. | Héctor Pinto      |     |

|  | MED | Juan Gutiérrez | 61'  |
|  | DEF | Hugo Bello     | 104' |

|  | DEF | Jaime Ramírez     | 78' |
|  | DEL | Horacio Matuszyck | 82' |

| 97' | Juan Gutiérrez |  |

| Principal | Salvador Imperatore |

|       | POR   | Daniel Morón        |      |
|       | DEF   | Lizardo Garrido     |      |
|       | DEF   | Hugo González       |      |
|       | DEF   | Williams Alarcón    |      |
|       | DEF   | Luis Hormazábal     | 104' |
|       | MED   | Jaime Pizarro       |      |
|       | MED   | Raúl Ormeño         |      |
|       | MED   | Miguel Vargas       | 61'  |
|       | DEL   | Leonardo Montenegro |      |
|       | DEL   | Hugo Rubio          |      |
|       | DEL   | Ricardo Dabrowski   |      |
| D. T. | D. T. | Arturo Salah        |      |

|       | POR   | Ronald Yávar      |     |
|       | DEF   | Víctor Cornejo    |     |
|       | DEF   | Carlos Díaz       |     |
|       | DEF   | José Cabrera      |     |
|       | DEF   | Carlos Rojas      |     |
|       | MED   | Bernardo Pavez    |     |
|       | MED   | David Elgueda     |     |
|       | MED   | Naín Rostión      | 78' |
|       | DEL   | Juan Rojas        |     |
|       | DEL   | Cristián Saavedra | 82' |
|       | DEL   | Héctor Francino   |     |
| D. T. | D. T. | Héctor Pinto      |     |

|  | MED | Juan Gutiérrez | 61'  |
|  | DEF | Hugo Bello     | 104' |

|  | DEF | Jaime Ramírez     | 78' |
|  | DEL | Horacio Matuszyck | 82' |

| 97' | Juan Gutiérrez |  |

| Principal | Salvador Imperatore |

|       | POR   | Daniel Morón        |      |
|       | DEF   | Lizardo Garrido     |      |
|       | DEF   | Hugo González       |      |
|       | DEF   | Williams Alarcón    |      |
|       | DEF   | Luis Hormazábal     | 104' |
|       | MED   | Jaime Pizarro       |      |
|       | MED   | Raúl Ormeño         |      |
|       | MED   | Miguel Vargas       | 61'  |
|       | DEL   | Leonardo Montenegro |      |
|       | DEL   | Hugo Rubio          |      |
|       | DEL   | Ricardo Dabrowski   |      |
| D. T. | D. T. | Arturo Salah        |      |

|       | POR   | Ronald Yávar      |     |
|       | DEF   | Víctor Cornejo    |     |
|       | DEF   | Carlos Díaz       |     |
|       | DEF   | José Cabrera      |     |
|       | DEF   | Carlos Rojas      |     |
|       | MED   | Bernardo Pavez    |     |
|       | MED   | David Elgueda     |     |
|       | MED   | Naín Rostión      | 78' |
|       | DEL   | Juan Rojas        |     |
|       | DEL   | Cristián Saavedra | 82' |
|       | DEL   | Héctor Francino   |     |
| D. T. | D. T. | Héctor Pinto      |     |

|  | MED | Juan Gutiérrez | 61'  |
|  | DEF | Hugo Bello     | 104' |

|  | DEF | Jaime Ramírez     | 78' |
|  | DEL | Horacio Matuszyck | 82' |

| 97' | Juan Gutiérrez |  |

| Principal | Salvador Imperatore |

## Campeón
| Chile               |
| Colo-Colo 6º título |
|                     |
| Copa Chile          |